# Tough Guy Race
Das Tough Guy Race (engl. für „Harter-Kerl-Rennen“) ist ein jährlich stattfindendes Hindernisrennen in Perton, in der Nähe der Stadt Wolverhampton bei Birmingham. Es wurde von Billy Wilson entwickelt, der früher bei den königlichen Grenadier Guards Trainingscamps für Elitetruppen entwarf. Termin war jedes Jahr der letzte Sonntag im Januar. Der Lauf gilt als erster ziviler Hindernislauf. Im Jahr 2018 fand er nicht statt.

## Beschreibung
Das Rennen geht über eine Distanz von 15 km auf einem 150 Hektar großen Grundstück. Herzstück bildeten die so genannten „Killing Fields“. Hier müssen 21 schwierige Hindernisse überwunden werden. Die Teilnehmer müssen unter 50 cm hohem Stacheldraht durch Matsch robben, durch Tunnel von einem Meter Durchmesser kriechen, unter einer Holzbrücke hindurch in eiskalten Tümpeln tauchen, auf zehn Meter Höhe klettern, sich aus drei Metern Höhe abseilen und unter einem Elektrozaun durchkriechen. Schließlich müssen die Teilnehmer durch brennende Heuballen laufen. 2004 kamen von 6.000 Teilnehmern nur 2.895 ins Ziel.
2009 wurde der Kurs um 3 km verlängert.
Die Teilnahmegebühren (je nach Zeitpunkt der Anmeldung ab ca. 80 €) kamen verschiedenen wohltätigen Verbänden zugute (Mouse Farm – Tierschutzorganisation in Wolverhampton, Britische Krebshilfe u. a.).

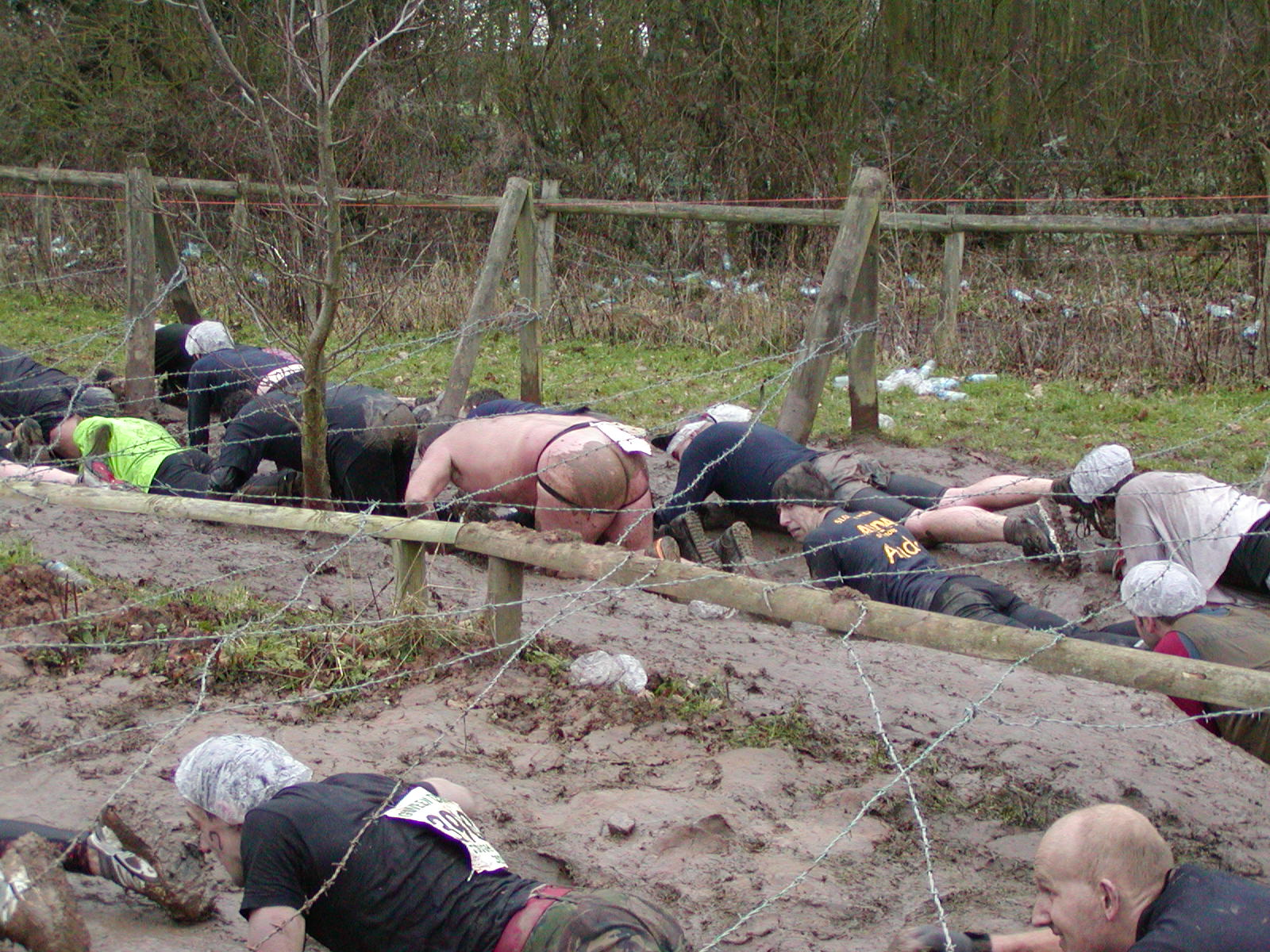
Tough Guy Race 2005
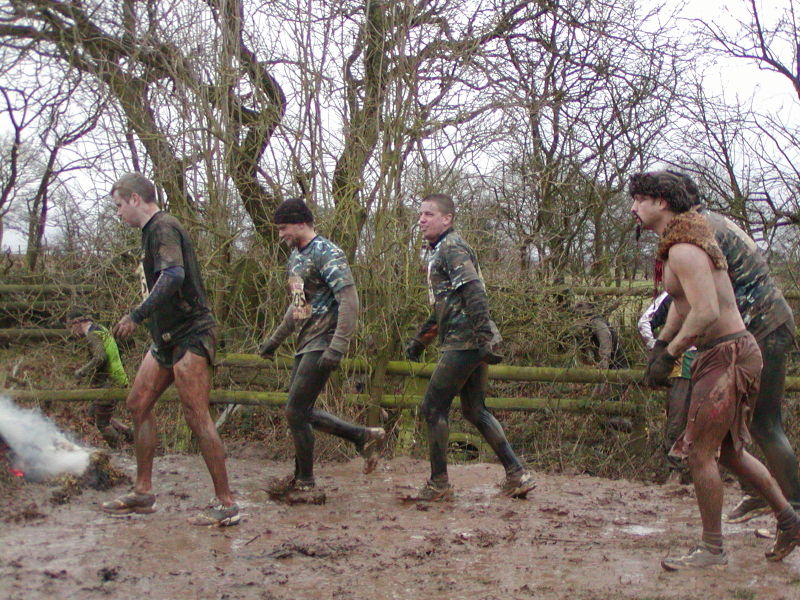
Tough Guy Race 2006
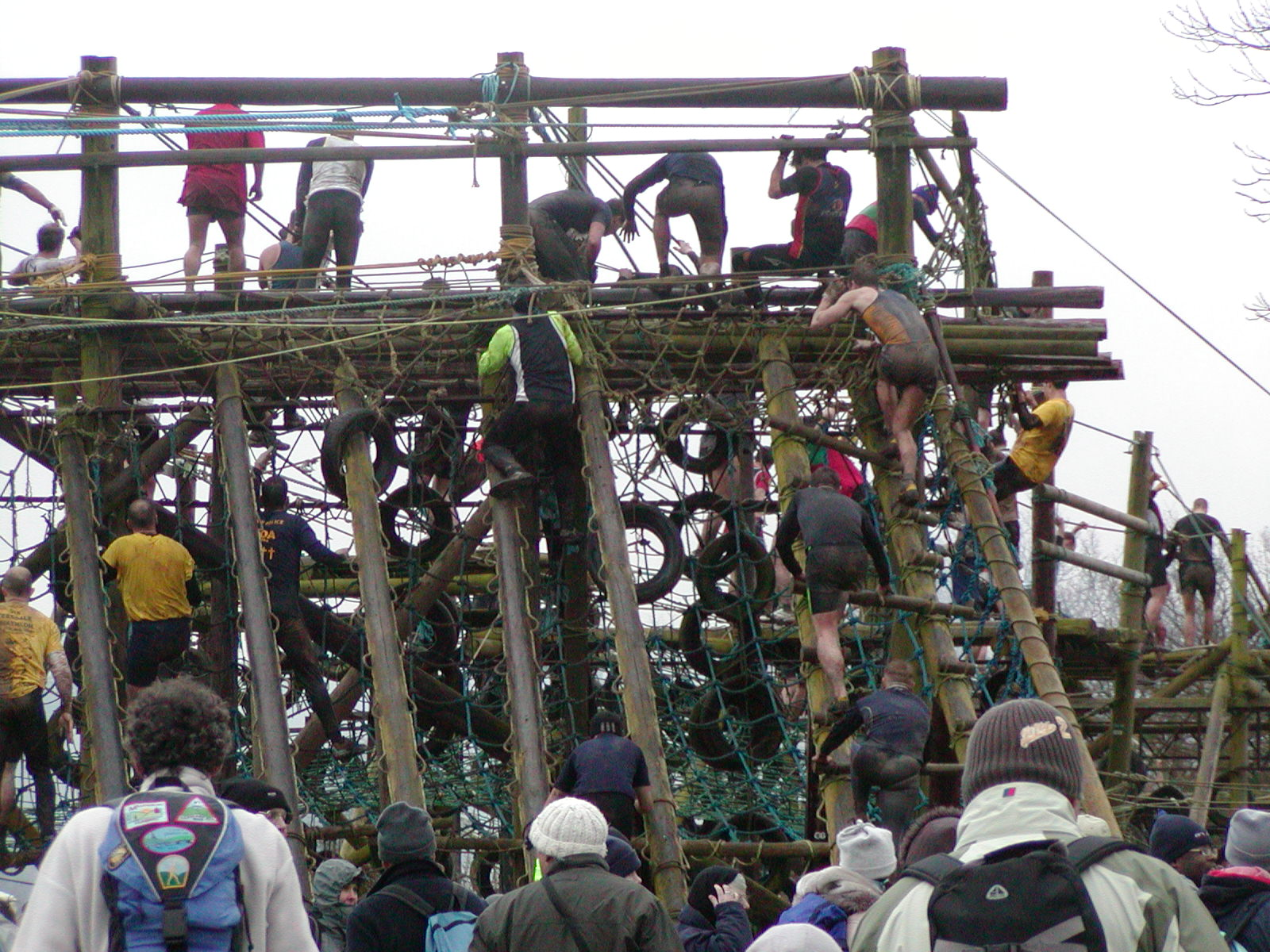
Tough Guy Race 2005
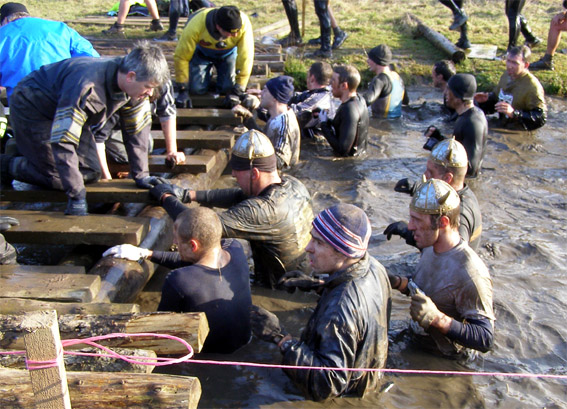
Unterwassertunnel beim Tough Guy Race 2006

## Nettle Warrior
Nettle Warrior ist die Sommerausgabe des Tough Guy-Rennens und findet jährlich Ende August statt. Die Strecke ist etwas länger, aber ähnlich derjenigen des Tough Guy-Rennens.

## Bekannte Teilnehmer
2010 nahmen Bam Margera, Ryan Dunn und Skateboarder Tim O’Connor teil. 2011 wurde der Lauf erstmals von einem Ausländer gewonnen, dem Göttinger Medizinstudenten Knut Höhler. 2012 und 2013 verteidigte der Deutsche seinen Titel. 2014 gewann der aus Saalfeld stammende Sportmanagement-Student Charles Franzke. 2015 wurde der Brite Briton Jonathan Albon Sieger. 2016 entschied sein Landsmann Connor Hancock das Rennen für sich, der im Vorjahr bereits den zweiten Platz erreicht hatte. Bei den Frauen wurde Susanne Kraus erste.
Auch Joey Kelly nahm bereits teil.
Am 29. Januar 2017 fand das letzte Tough Guy Race statt. Laura Brosius erreichte die beste weibliche Zeit, ihr Bruder Hagen Brosius erlief sich den dritten Platz des Rennens.